# Mount Larsen (Morrell-Insel)
Mount Larsen ist mit 710 m (nach britischen Angaben 700 m) der höchste Berg auf der Morrell-Insel im Archipel der Südlichen Sandwichinseln im Südatlantik.
Wissenschaftler der britischen Discovery Investigations kartierten und benannten ihn im Jahr 1930. Namensgeber ist der norwegische Walfangunternehmer und Antarktisforscher Carl Anton Larsen (1860–1924).